# Episodi di Al di qua del paradiso (seconda stagione)
La seconda stagione della serie televisiva Al di qua del paradiso è stata trasmessa in anteprima in Germania dalla ZDF tra il 13 ottobre 1990 e il 5 gennaio 1991.
| nº | Titolo originale           | Titolo italiano | Prima TV Germania | Prima TV Italia |
| -- | -------------------------- | --------------- | ----------------- | --------------- |
| 1  | Die innere Stimme          |                 | 13 ottobre 1990   |                 |
| 2  | Das kalte Herz             |                 | 20 ottobre 1990   |                 |
| 3  | Die einzige Chance         |                 | 27 ottobre 1990   |                 |
| 4  | Die heimliche Leidenschaft |                 | 3 novembre 1990   |                 |
| 5  | Die haarscharfe Logik      |                 | 10 novembre 1990  |                 |
| 6  | Die kleine Nußschale       |                 | 17 novembre 1990  |                 |
| 7  | Die liebestollen Girls     |                 | 24 novembre 1990  |                 |
| 8  | Der arme Hiob              |                 | 1º dicembre 1990  |                 |
| 9  | Die linke Hand             |                 | 8 dicembre 1990   |                 |
| 10 | Die verzweifelte Tat       |                 | 15 dicembre 1990  |                 |
| 11 | Die letzte Frage           |                 | 22 dicembre 1990  |                 |
| 12 | Der schmale Weg            |                 | 29 dicembre 1990  |                 |
| 13 | Der liebe Gott             |                 | 5 gennaio 1991    |                 |